# La Riminese. Venti ritratti di donne da Francesca alla Saraghina
La Riminese. Venti ritratti di donne da Francesca alla Saraghina è un'antologia storico-letteraria pubblicata da Piero Meldini nel 1986 presso l'editore Maggioli e ripubblicata nel 2019, in edizione riveduta e accresciuta, da Interno4 edizioni.
Sono venti ritratti di donne di Rimini, dall'età romana alla seconda guerra mondiale: testi di storici illustri, come Procopio di Cesarea, e di modesti cronisti locali, di grandi scrittori, come Boccaccio, e di oscuri letterati, e inoltre brani da manoscritti inediti, diari privati, confessioni intime. Parlano di donne famose, a cominciare da Francesca e Isotta, e di donne sconosciute, di donne realmente esistite e di donne inventate, come la Saraghina di Fellini. I testi sono preceduti da brevi introduzioni che li inquadrano storicamente e forniscono le opportune informazioni sugli autori e sui personaggi, e da un'introduzione generale intitolata L'archetipo della Saraghina.